# Elix Skipper
Elix Skipper, noto anche come "Primetime" Elix Skipper (Long Island, 15 dicembre 1967), è un wrestler statunitense.
In passato ha lottato nella Total Nonstop Action Wrestling (TNA), federazione nella quale ha conquistato l'NWA World Tag Team Championship (quattro volte, come membro dei Triple X). Ha inoltre combattuto nella World Championship Wrestling (WCW) con il ring name Skip Over.